# Gold (Cher)
Gold è il sesto album compilation dell'attrice e cantante statunitense Cher, pubblicato il 1º marzo 2005 dalla Hip-O Records.

## Tracce
CD1
1. I Got You Babe – 3:09 (Sonny Bono) – Sonny & Cher
2. Baby Don't Go – 3:12 (Sonny Bono) – Sonny & Cher
3. All I Really Want to Do – 2:58 (Bob Dylan)
4. Bang Bang (My Baby Shot Me Down) (Original Version) – 2:45 (Sonny Bono)
5. Alfie – 3:01 (Burt Bacharach, Hal David)
6. The Beat Goes On – 3:29 (Sonny Bono) – Sonny & Cher
7. You Better Sit Down Kids – 4:10 (Sonny Bono)
8. Gypsys, Tramps & Thieves – 2:38 (Bob Stone)
9. The Way of Love – 2:34 (Al Stillman, Jacques "Jack" Diéval)
10. All I Ever Need Is You – 2:41 (Jimmy Holiday, Eddie Reeves) – Sonny & Cher
11. Living in a House Divided – 2:59 (Tom Bahler)
12. A Cowboy's Work Is Never Done – 3:18 (Sonny Bono) – Sonny & Cher
13. Half-Breed – 2:46 (Mary Dean, Al Capps)
14. Dark Lady – 3:29 (Johnny Durrill)
15. Train of Thought – 2:38 (Alan O'Day)
16. Take Me Home (Extended Version) – 6:46 (Michele Aller, Bob Esty)

CD2
1. I Found Someone – 3:46 (Michael Bolton, Mark Mangold)
2. We All Sleep Alone – 3:54 (Jon Bon Jovi, Desmond Child, Richie Sambora)
3. After All (Tema di Uno strano caso) – 4:07 (Tom Snow, Dean Pitchford) – con Peter Cetera
4. If I Could Turn Back Time – 4:03 (Diane Warren)
5. Just Like Jesse James – 4:07 (Desmond Child, Diane Warren)
6. Heart of Stone (Remix) – 4:20 (Andy Hill, Pete Sinfield)
7. The Shoop Shoop Song (It's in His Kiss) – 2:53 (Rudy Clark)
8. Love and Understanding – 4:44 (Diane Warren)
9. Save Up All Your Tears – 4:02 (Diane Warren, Desmond Child)
10. Love Hurts – 4:18 (Boudleaux Bryant)
11. One by One (Junior Vasquez Vocal Edit) – 4:25 (Anthony Griffiths)
12. Believe – 4:00 (Brian Higgins, Paul Barry, Steven Torch, Matthew Gray, Stuart McLennen, Tim Powell)
13. Strong Enough – 3:43 (Paul Barry, Mark Taylor)
14. All or Nothing – 4:00 (Paul Barry, Mark Taylor)
15. Song for the Lonely – 3:23 (Mark Taylor, Paul Barry, Steven Torch)
16. A Different Kind of Love Song (Rodney Jerkins Main Mix, Faster Version) – 4:19 (Johan Åberg, Michelle Lewis, Ziggy)